# Лост-Спрінгс (Канзас)
Лост-Спрінгс (англ. Lost Springs) — місто (англ. city) в США, в окрузі Меріон штату Канзас. Населення — 55 осіб (2020).

## Географія
Лост-Спрінгс розташований за координатами 38°34′0″ пн. ш. 96°57′56″ зх. д. / 38.56667° пн. ш. 96.96556° зх. д. (38.566587, -96.965638). За даними Бюро перепису населення США в 2010 році місто мало площу 0,59 км², уся площа — суходіл.

## Демографія
Згідно з переписом 2010 року, у місті мешкало 70 осіб у 26 домогосподарствах у складі 23 родин. Густота населення становила 118 осіб/км². Було 30 помешкань (50/км²).
Расовий склад населення:
| - 82,9 % — білих - 1,4 % — корінних американців - 7,1 % — осіб інших рас |

До двох чи більше рас належало 8,6 %. Частка іспаномовних становила 14,3 % від усіх жителів.
За віковим діапазоном населення розподілялося таким чином: 18,6 % — особи молодші 18 років, 58,5 % — особи у віці 18—64 років, 22,9 % — особи у віці 65 років та старші. Медіана віку мешканця становила 45,5 року. На 100 осіб жіночої статі у місті припадало 125,8 чоловіків; на 100 жінок у віці від 18 років та старших — 103,6 чоловіків також старших 18 років.
Середній дохід на одне домашнє господарство становив 33 366 доларів США (медіана — 30 313), а середній дохід на одну сім'ю — 36 479 доларів (медіана — 30 000). Медіана доходів становила 36 875 доларів для чоловіків та 16 250 доларів для жінок. За межею бідності перебувало 2,5 % осіб, у тому числі 0,0 % дітей у віці до 18 років та 0,0 % осіб у віці 65 років та старших.
Цивільне працевлаштоване населення становило 27 осіб. Основні галузі зайнятості: освіта, охорона здоров'я та соціальна допомога — 29,6 %, виробництво — 25,9 %, сільське господарство, лісництво, риболовля — 7,4 %.

## Уродженці
- Ллойд Метцлер (1913—1980) — американський економіст, відомий через свої внески в теорію міжнародної торгівлі.